# Гудман, Дон
Дональд Ральф Гудман (англ. Donald Ralph Goodman), также известный как Дон Гудман (англ. Don Goodman, родился 9 мая 1966 года в Лидсе) — английский футболист, выступавший на позиции нападающего. На протяжении своей карьеры, длившейся почти 20 лет, он сыграл 582 матча (большую их часть — в рамках первенства Английской футбольной лиги) и забил 162 гола.

## Биография
Воспитанник школ клубов «Коллингем» и «Брэдфорд Сити», вне футбола работал электриком в городском совете Лидса. За свою игровую карьеру Гудман играл за команды «Брэдфорд Сити», «Вест Бромвич Альбион», «Сандерленд», «Вулверхэмптон Уондерерс», «Санфречче Хиросима», «Барнсли», «Мотеруэлл», «Уолсолл», «Эксетер Сити», «Донкастер Роверс» и «Стаффорд Рейнджерс».
Дебют Гудмана состоялся в мае 1984 года, когда ему было 17 лет. После заключения контракта он стал профессиональным игроком, однако каждую неделю его отпускали на день для учёбы в колледже. В ноябре 1984 года он оформил свой первый хет-трик за «Брэдфорд Сити», выйдя на замену в матче Кубка Англии против «Тау Лоу Таун» и за 7 минут забив три мяча. С 1987 по 1991 годы он играл за «Вест Бромвич Альбион», а в декабре 1991 года его приобрёл «Сандерленд» — это был последний трансфер Дениса Смита, уволенного в том же месяце. В 1992 году Гудман участвовал в играх Кубка Англии за «Сандерленд».
В розыгрыше Кубка Англии 1997/1998 в четвертьфинале Гудман, выступавший тогда за «Вулверхэмптон», забил единственный гол в игре против «Лидс Юнайтед» и вывел «волков» в полуфинал Кубка при том, что сами «волки» не играли в Премьер-лиге.
С марта 2001 года Гудман выступал за «Уолсолл», игравший во Втором дивизионе Футбольной лиги: в плей-офф за выход в Первый дивизион один из его голов принёс «Уолсоллу» победу над «Редингом» со счётом 3:2 и выход в Первый дивизион.

## Вне футбола
11 мая 1985 года девушка Дона погибла во время пожара на стадионе «Вэлли Пэрейд»: в тот день Дон проводил матч за клуб, который уже одержал победу в Третьем дивизионе.
По состоянию на апрель 2020 года Гудман работал корреспондентом телеканала Sky Sports.